# Heinz Solbach
Heinz Solbach (* 4. März 1918 in Eichen; † 2. Januar 1995) war ein deutscher Manager der Montanindustrie.

## Leben
Nach dem Besuch der Rektoratsschule in Kreuztal absolvierte Solbach eine kaufmännische Lehre bei der Geisweider Eisenwerke AG, die er mit der Gehilfenprüfung abschloss. Anschließend arbeitete er als Sachbearbeiter im Verkauf seines Ausbildungsbetriebes, in welchem er 1938 zum Assistenten der Direktion befördert wurde. 1951 wurde er Leiter der Verkaufsabteilung der Stahlwerke Südwestfalen AG in Geisweid und 1956 Mitglied des Vorstandes der Deutsche Edelstahlwerke AG.
Solbach war seit 1968 als Vorstand für das Ressort Verkauf bei der Hoesch AG in Dortmund tätig. Nach Josef Fischers Eintritt in den Ruhestand 1976 übernahm er den Posten des Vorstandsvorsitzenden und wurde zugleich Leiter der Hoesch Werke AG sowie stellvertretender Vorsitzender der in Nimwegen beheimateten Dachgesellschaft Estel. Diese Führungspositionen übte er bis zum 31. Dezember 1979 aus. Zu seinem Nachfolger wurde tags darauf Detlev Rohwedder bestimmt. Neben seiner Tätigkeit bei Hoesch war Solbach Vorstandsmitglied des Gerling-Konzerns.
Heinz Solbach war mit Magda Schnell verheiratet.